# Pangrapta molybdina
Pangrapta molybdina är en fjärilsart som beskrevs av George Francis Hampson 1926. Pangrapta molybdina ingår i släktet Pangrapta och familjen nattflyn. Inga underarter finns listade i Catalogue of Life.